# Elianis Garrido
Elianis Julieth Garrido Zapata (Barranquilla; 26 de octubre de 1987) es una abogada, actriz, modelo, bailarina y presentadora de televisión colombiana, reconocida por su participación en las series de televisión Los Morales, Sin senos si hay paraíso y El final del paraíso, y en las películas ¿En dónde están los ladrones? y Santo cachón.

## Biografía

### Primeros años
Garrido nació en la ciudad de Barranquilla. Su familia, de ascendencia antioqueña, tuvo que emigrar a la costa colombiana a causa de la violencia que en ese momento imperaba en el departamento. Aunque se graduó en la carrera de derecho, Elianis empezó a interesarse en la actuación desde su niñez.

## Carrera
En 2012 hizo parte del programa de telerrealidad Protagonistas de Nuestra Tele, de RCN Televisión. Su participación en el programa le valió el reconocimiento nacional. En 2015 interpretó su primer papel importante en televisión, el de Lina en la serie Sala de urgencias. Ese mismo año interpretó el papel de Marina Soler en Hermanitas Calle, telenovela basada en la vida y carrera del dúo de música popular del mismo nombre.
Dos años después debutó en el cine colombiano de la mano del director Fernando Ayllón en el largometraje cómico ¿En dónde están los ladrones?, interpretando el papel de Adelaida. Ese año encarnó a Shirley del Castillo en Los Morales y a Dayana Muriel "La Demonia" en Sin senos si hay paraíso. Retornó al cine en 2018 en el telefilme Santo cachón de Andrés Orjuela.

## Filmografía

### Televisión
| Año       | Título                           | Personaje                  | Canal              |
| --------- | -------------------------------- | -------------------------- | ------------------ |
| 2019      | El final del paraíso             | Dayana Muriel ‘La Demonia’ | Telemundo          |
| 2017-2018 | Sin senos sí hay paraíso         | Dayana Muriel ‘La Demonia’ | Telemundo          |
| 2017      | Los Morales                      | Shirley Del Castillo       | Caracol Televisión |
| 2016-2017 | La ley del corazón               | Luna                       | Canal RCN          |
| 2015-2016 | Hermanitas Calle                 | Marina Soler               | Caracol Televisión |
| 2015      | Esmeraldas                       |                            | Caracol Televisión |
| 2015      | Mujeres al limite                | Liliana / Leslie Peña      | Caracol Televisión |
| 2015      | La esquina del diablo            |                            | UniMas             |
| 2015      | Sala de urgencias                | Lina                       | Canal RCN          |
| 2015      | Diomedes, el Cacique de la Junta | Teresa                     | Canal RCN          |

## Programas
| Año       | Título                        | Rol          | Canal     |
| --------- | ----------------------------- | ------------ | --------- |
| 2021      | ¿Quién es la Máscara?         | Participante | Canal RCN |
| 2018-2024 | Lo sé todo                    | Presentadora | Canal 1   |
| 2016      | Amarillo, azul y rojo         | Presentadora | Canal RCN |
| 2012      | Protagonistas de nuestra tele | Participante | Canal RCN |

## Cine
| Año  | Título                        | Personaje | Nota |
| ---- | ----------------------------- | --------- | ---- |
| 2018 | Santo cachón                  | Tatiana   |      |
| 2017 | ¿En dónde están los ladrones? | Adelaida  |      |

## Teatro
- 2018 - 2019 - A $2.50 La Cuba Libre - Casa Ensamble
- 2018 - 2019 - Sin alas para volar
- 2017 - El circo de cabaret
- 2016-2017 - Bendecidas y afortunados I y II
- 2016 - Infelizmente solteras
- 2015-2016 - En voz alta
- 2015 - Nadie sabe para quién trabaja
- Mujer tenía que ser Miriam de Lourdes
- Adaptación libre la rebelión de las ratas
- Divorciadas, evangélicas y vegetarianas
- Una realidad

## Premios y nominaciones

### Premios Tvynovelas
| Año  | Categoría                                     | Telenovela o Serie       | Resultado |
| ---- | --------------------------------------------- | ------------------------ | --------- |
| 2018 | Mejor actriz antagónica de telenovela o serie | Sin senos sí hay paraíso | Nominada  |